# Ursicin Gion Gieli Derungs
Ursicin Gion Gieli Derungs (Vella, 5 gennaio 1935 – Milano, 13 febbraio 2024) è stato un teologo, filosofo e scrittore svizzero.
Considerato uno dei maggiori scrittori contemporanei di lingua romancia, ricevette numerosi riconoscimenti, anche internazionali, per le sue opere e per le traduzioni in romancio di opere letterarie italiane, inglesi, tedesche.

## Biografia
Ursicin Gion Gieli Derungs nacque il 5 gennaio 1935 a Vella, centro della Val Lumnezia, una valle di lingua romancia nel Cantone dei Grigioni. 
Dopo aver completato gli studi presso il Ginnasio di Disentis/Mustér, studiò filosofia e teologia a Roma, Tubinga e Zurigo conseguendo anche il dottorato in teologia. Socio e già componente del Direttivo della Associazione Scrittori Svizzeri, del Pen Club e dell'Unione degli Scrittori Romanci, fu anche membro dell'Associazione Italiana per gli studi di Filosofia e Teologia (AISFET) e fece parte della redazione dei Quaderni di Servitium della casa editrice Servitium di Sotto il Monte Giovanni XXIII e della redazione della rivista "Filosofia e Teologia". Realizzò traduzioni letterarie e teatrali (di Dante, Goethe, Shakespeare) e fu autore di saggi teologici in italiano, tedesco, romancio; fu inoltre pubblicista, conferenziere, collaboratore di trasmissioni radiofoniche. Già professore di teologia fondamentale e dogmatica presso la facoltà di teologia del Pontificio ateneo S.Anselmo a Roma, dalla metà degli anni settanta iniziò a insegnare latino, storia e filosofia presso il liceo della Scuola Svizzera di Milano.
Morì a Milano il 13 febbraio 2024 all'età di 89 anni.

## Elenco delle opere letterarie in romancio
1. Il Saltar dils morts. Raquens, "Nies Tschespet" 54, Ediziun Romania, Trun, 1982; traduzione catalana El ball dels morts, 1989.
2. Siemi de mesastad. Theaterstück, 1984.
3. Il cavalut verd ed auter. Prosa narrativa e saggistica, "Porclas" 1, Vella, edito dall'autore, 1988; traduzione francese Le poulain vert, 2003.
4. Monas e minas. Theaterstück, 1996.
5. La petta de spigias. Notizias autobiograficas, Vella, edito dall'autore, 1998 (Porclas; 2).
6. Illusiuns quotidianas. Theaterstück, 2000.
7. 10 psalms en versiun romontscha. Milano, edito dall'autore, 2000.
8. Fontamara: Traduzione in romancio e Introduzione di:  I. Silone, Fontamara, Ed. dell'Autore (Porclas 3).
9. Passiun 2003,  "Porclas" 4 (Ediziun digl Autur) 2004; Edizione trilingue (Romancio - Friulano - Italiano), Ed. Glesie Furlane, Vilegnove di san Denèl (UD) 2005.
10. Il temps dellas tschereschas, Nies Tschespet 74, Ed. Surselva Romontscha, s.l. 2007.
11. Sche quei ei in carstgaun: Traduzione in romancio di: P. Levi, Se questo è un uomo, Chasa Editura Rumantscha, Cuera 2011.
12. Il mazzament digl Avat, Edizione dell'Autore ("Porclas" 5).

## Premi ricevuti
- Nel 1984 vinse il Concorso di Teatro (Concurrenza de Teater) della Ligia Romontscha (Lega Romancia).

- Nel 1999 la Fondazione Schiller ricompensò nove scrittori svizzeri con una somma totale di 66 000 franchi. Tra essi vi fu Ursicin Gion Gieli Derungs, che ottenne un premio di 10 000 franchi per l'insieme della sua opera.

- Nel 2004 ricevette l'Annerkennungspreis del Cantone dei Grigioni per il lavoro culturale svolto, e sempre nel 2004 ottenne il Premio Internazionale Ignazio Silone.